# ハートバザール
ハートバザール（heartbazaar）は日本の男女混成の4人組ロック・バンド。1997年結成。2000年東芝EMIよりメジャーデビュー。2002年5月17日解散。

## 概要
陰鬱とした心象風景を具現化したオルタナ・グランジ系の轟音ロック・サウンドにのせて心の内側をえぐり取った内省的な詞を熱唱するスタイルで、感情高揚系バンドとして注目を集めた。

## 略歴
- 1997年夏、共通の友人を通じて知り合った石井皐月と鈴木玲史 によりハートバザール結成[2]。
- 1998年1月、原宿ルイードにて初ライブ。以後月1ペースでライブを展開[2]。6月、國分建臣と出会うが、2回のライブサポートだけで一旦別れる[2]。
- 1999年5月、再び國分建臣にライブサポートを依頼。アプローチの結果、その後メンバーに加入[2]。同年秋にはベーシスト永井紀子に出会い、同じく猛アプローチの末、正式メンバーとなる[2]。
- 2000年4月26日、シングル「北風と太陽」でメジャーデビュー[1][2]。
- 2001年4月、1stアルバム『さいはて』を発表[1]。
- 2002年4月19日のライブをもって解散[1]、のはずであったが対バンイベントでの解散もどうだろう、とのことより、同日に下北沢GARAGEでワンマンライブの開催が発表された。
- 2002年5月17日、下北沢GARAGEにて２回目のワンマンライブが開催され、当時のGARAGEの動員記録を更新し、解散。

## メンバー
石井 皐月（いしい さつき、群馬県出身）
ボーカルギター担当。全楽曲の作詞を手掛ける。
解散後「石井五月」に改名し、バンド「ハッカ」を結成。2005年6月解散。「五月」名義でソロ活動。元センチメンタル・バスの鈴木秋則と結婚するが、のちに離婚。がまぐちの製作・販売を行う「群馬のがまぐち屋五月堂」として活動している。
鈴木 玲史（すずき あきひと、1973年12月19日生まれ、群馬県出身）
ギター担当。全楽曲の作曲を手掛ける。
解散後はakkin（アッキン）名義でジェット機 やmyuuRy のギタリストとして活動するほか、他のバンドやアーティストのサポートギタリストも務める。またプロデューサーとしてONE OK ROCKのアルバム「35xxxv」に、アレンジャーとしてaquarifaのミニアルバム『マーニの秘密』や阿部真央のアルバム『おっぱじめ!』やシングル「Believe in yourself」に、サウンドプロデューサーとしてFTISLANDのアルバム『5.....GO』に参加。
永井 紀子（ながい のりこ）
ベース担当。
解散後、SPORTSに在籍。
國分 建臣（こくぶ たけみ）
ドラム担当。
解散後、はやぶさジョーンズに加入。the ARROWSなど多くのバンドのサポートも行っている。

## ミュージックビデオ
| 監督     | 曲名                   |
| 打越俊明 | 「北風と太陽」         |
| 高木聡   | 「アイ」「コレクター」 |
| 不明     | 「ジギタリス」         |

## タイアップ
- フジテレビ系生活情報番組『発掘!あるある大事典』エンディング曲 - 「猫の目」
- 日本テレビ系「ZZZテレビ」エンディング・テーマ - 「コレクター」
- 日本テレビ系『あんたにグラッチェ!』エンディングテーマ - 「アイ」

## 出演

### テレビ
- 2001年04月05日・16日・25日・06月02日・08月18日 - TBS系「BLITZ INDEX」
- 2001年08月11日 - フジテレビ系「GIRL POP FACTORY」
- 2001年09月18日 - テレビ東京系「Melodix!」
- 2001年09月23日 - 「mモード」

### ラジオ
- TBC TALKING BEAT（2001年4月-9月）
- FM愛知　ハートバザールの30分教鞭
- エフエム石川　ハートバザールの花嫁修業

## 主なライブ
- 2001年07月31日 - GIRL POP FACTORY
- 2001年03月サウス・バイ・サウスウエスト毎年3月にアメリカ合衆国テキサス州オースティンで行なわれる、音楽祭イベントに参加